# AVI MC
AVI MC е първата българска рап група. Създадена е в началото на 1988 г. в София от Васил Николов а.к.а. Васко Теслата, MC Гинес (Иво Тромбона) и Александър.

## Биография
Името на групата идва от инициалите на тримата ѝ създатели. През 1988 г., още по време на комунистическия режим в България, те записват в студиото на Нова генерация първата българска рап песен „Проблеми“. В нея се критикува остро политиката на тогавашното правителство. През 1990 г., след падането на режима, парчето е излъчено по Българско национално радио, а година по-късно и по Българска национална телевизия и създава прецедент. За първи път, българска рап песен, критикуваща управлението на държавата, бива излъчена в национален ефир от държавна медия. През 1991 г. МС Гинес и Александър напускат AVI MC. МС Гинес създава собствена група, под името „Офисът“. По това време, към AVI MC вече се е присъединил Кирил Захариев (Кики), който основно започва да се занимава с композирането на музиката за песните. Малко по-късно групата се оформя и в допълнение с Емо, Джони и Део като танцьори. В продължение на почти 10 години, те поддържат и школа по хип-хоп танци.
През 1993 г., продуцирани от DS Music, AVI MC записват и издават дебютния си албум „Тесла (Adze)“. Той добива голяма популярност и Българска национална телевизия заснема и излъчва видеоклипове на почти всички песни от тавата. Парчето „Нормалните не оцеляват“ моментално стига до първото място, на основните музикални класации в България, по това време, включително и престижната „Какафония“, излъчвана по БНТ. Малко по-късно, видеоклипът към трака бива излъчен и по Ем Ти Ви MTV, в предаване за източно-европейската музика. Това е първият български видеоклип, излъчен по този престижен музикален канал (вторият такъв бива излъчен 10 години по-късно). През следващата 1994 г. групата не се главозамайва от успеха и създава още два албума – „By Myself“ и „The Best ot AVI MC in Remix“, записани в студио Субдибула.
В началото на 1995 г. Васко Теслата и Кики създават първия български хип-хоп лейбъл The New Producers. През него, те започват да продуцират в студио Субдибула, голяма част от групите и изпълнителите от Първата българска хип-хоп вълна. Същата година, работейки усилено и по новите си собствени проекти, AVI MC привличат нов член на групата – Хосе (китари). Готови с много по-твърд звук и въоръжени с китари, момчетата, съвместно с издателите от Joe Music записват и издават и култовият си албум „В кой е плана за измъкване“, който бива високо оценен от феновете. Извън хип-хоп сцената, Кики движи и свой собствен проект заедно с музиканта Николай Желев, под заглавие Energoblock. Години по-късно, проектът е възобновен под името Hypnotic rage.
Група AVI MC става рекламно лице на Pepe Jeans за България през периода 1996 – 1997 г. Бандата не спира да е активна до края на 2000 г., когато Кики заминава за Франция и формацията официално прекратява дейност. Васко Теслата продължава да продуцира български хип-хоп, а Део е известен телевизионен водещ.

## Дискография
- 1993 „Тесла (Adze)“
- 1994 „By myself“
- 1994 „The best of AVI MC in remix“
- 1995 „В кой е плана за измъкване“